# 多米尼库斯·齐默尔曼

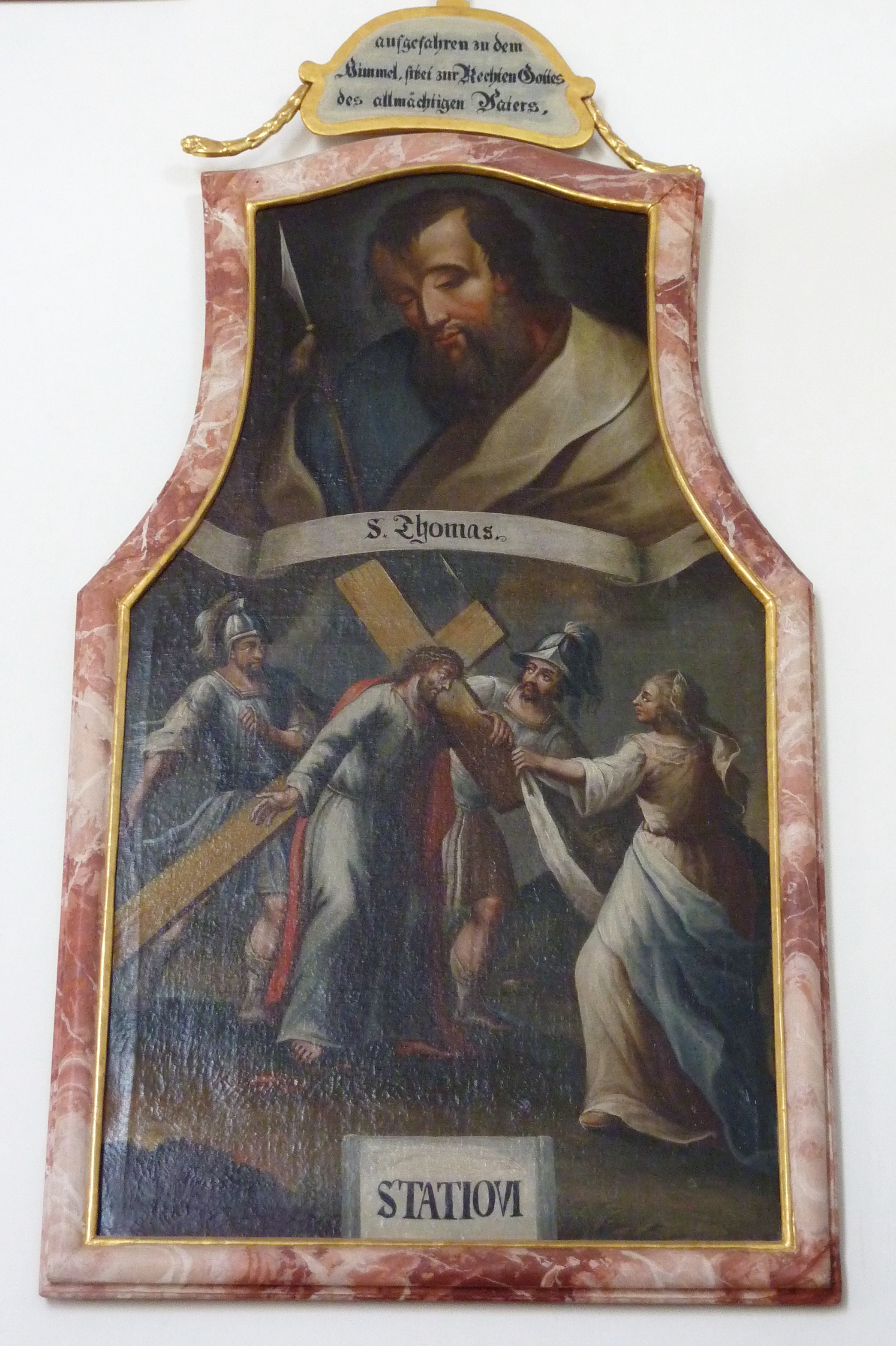
多米尼庫斯·齊默爾曼繪畫作品，圖片資訊：拜爾斯霍芬天主教教區教堂，拜爾斯霍芬，奧格斯堡區阿爾滕明斯特市的一個區（巴伐利亞），十字架第六站和使徒托馬斯的肖像，由多米尼庫斯·齊默曼（Dominikus Zimmermann）繪畫

多米尼库斯·齐默尔曼（1685年6月30日—1766年11月16日），是德国洛可可建筑师，灰泥匠。
齐默尔曼1685年出生于德国韦索布伦附近的盖斯伯因特（Gaispoint）。他的哥哥约翰·巴普蒂斯特·齐默尔曼也是一名建筑师和壁画家，他们在一起创作了许多作品。
齐默尔曼住在莱希河畔兰茨贝格，曾在1748年－1753年间担任该市市长。1766年他在施泰因加登附近的維斯朝聖教堂去世。